# Nicole Green
Nicole Green (28 ottobre 1971) è un'ex velocista statunitense, specializzata nei 400 metri piani.
In carriera è stata campionessa mondiale della staffetta 4×400 metri a Göteborg 1995, pur avendo gareggiato unicamente in batteria.

## Palmarès
| Anno | Manifestazione | Sede     | Evento  | Risultato | Prestazione | Note  |
| ---- | -------------- | -------- | ------- | --------- | ----------- | ----- |
| 1995 | Mondiali       | Göteborg | 4×400 m | Oro       | 3'22"39     | [ 1 ] |